# Storbakken
Storbakken är en tätort i Kristiansunds kommun i Møre og Romsdal fylke i västra Norge. Orten ligger vid riksväg 70 på den södra delen av ön Frei.